# Jacques Sautereau
Pour les articles homonymes, voir Sautereau.
Jacques Sautereau, né le 7 septembre 1860 à Louveciennes (Seine-et-Oise) et mort le 23 novembre 1936 à Saint-Mandé (Seine), est un joueur français de croquet. 
Il participe aux épreuves de croquet aux Jeux olympiques d'été de 1900 à Paris. Il remporte la médaille de bronze en simple, deux balles.